# Maarten Heijmans
Maarten Heijmans (Amsterdã, 24 de dezembro de 1983) é um ator e cantor neerlandês. Ele foi premiado com um Emmy Internacional de melhor ator por seu papel na minissérie Ramses.

## Biografia
Nascido em Amsterdã, Heijmans atuou no teatro infantil. A partir de 2003 frequentou a Escola de Teatro de Amsterdã e a Academia de Artes por quatro anos. Desde então, ele tem atuando no cinema, na televisão e no teatro. Em 2015, ganhou um Prêmio Emmy Internacional de Melhor Ator por seu desempenho no papel-título da série dramática holandesa Ramses. Em novembro de 2019 lançou o álbum Ramses, com regravações do cantor Ramses Shaffy.
Em março e abril de 2014, Heijmans apareceu na peça Vaslav, baseada no livro de Arthur Japin sobre o dançarino russo Vaslav Nijinski. Ele desempenha o papel-título nela.
Em 2021, ele interpretou o papel do jovem Joost de Vries em My Father Is an Airplane, baseado no livro homônimo de Antoinette Beumer.

## Filmografia
| Ano     | Título                         | Papel                                    | Nota(s)                                                                                    |
| ------- | ------------------------------ | ---------------------------------------- | ------------------------------------------------------------------------------------------ |
| 2006    | Het Woeden der Gehele Wereld   | Alex Goudveyl                            |                                                                                            |
| 2007    | SpangaS                        | Antoine                                  |                                                                                            |
| 2008    | S1ngle                         | Sep                                      |                                                                                            |
| 2009    | Ti-Ta Tovenaar                 | Kwark                                    |                                                                                            |
| 2011    | De meisjes van Thijs           | William                                  |                                                                                            |
| 2012    | Nick                           |                                          |                                                                                            |
| 2012    | Hemel                          | Teun / meio-irmão de Hemel               |                                                                                            |
| 2014    | Ramses                         | Ramses Shaffy                            | Venceu: Emmy Internacional de Melhor Ator Bezerro de Ouro de Melhor Ator em Série de Drama |
| 2015    | Het mooiste wat er is          | Sam                                      |                                                                                            |
| 2015    | Volgens Jacqueline             | Erik                                     |                                                                                            |
| 2016    | Brasserie Valentijn            | Lesley                                   |                                                                                            |
| 2016    | The Catch                      | Stan                                     |                                                                                            |
| 2016    | Danni Lowinski                 | Anton 'Pit' Roodhart                     |                                                                                            |
| 2016    | As If I'm Crazy                | Hakim                                    |                                                                                            |
| 2016    | De Maatschap                   | Matthias Meyer (jovem)                   |                                                                                            |
| 2016    | Welkom in de jaren 60          | Boudewijn de Groot / Jonge Ramses Shaffy |                                                                                            |
| 2016    | Vlucht HS13                    | Martijn Kesking                          | Minissérie                                                                                 |
| 2016    | Rundfunk                       | Harakiri                                 |                                                                                            |
| 2016    | O Retorno do Professor Twister | Meneer Frits                             |                                                                                            |
| 2017    | De gelaarsde poes              | Poes                                     |                                                                                            |
| 2017    | Em Busca da Carta Proibida     | Alwin                                    |                                                                                            |
| 2017    | TreurTeeVee                    | dono de galeria                          |                                                                                            |
| 2017    | Suspects                       | Kees Hansen                              |                                                                                            |
| 2017    | Weg van jou                    | Stijn                                    |                                                                                            |
| 2018    | Welkom in de 80-jarige Oorlog  |                                          |                                                                                            |
| 2018    | Mooi Geweest                   |                                          | Telefilme                                                                                  |
| 2018    | Klem                           | Wout Borgesius                           |                                                                                            |
| 2019    | Oogappels                      | Ramses Buitendijk                        |                                                                                            |
| 2019    | Centraal                       | Rafael                                   |                                                                                            |
| 2019    | Wat is dan liefde              | Gijs                                     |                                                                                            |
| 2019    | Peitruss                       | Joakim                                   |                                                                                            |
| 2019    | De 12 van Schouwendam          | Eric van Pallant                         |                                                                                            |
| 2019    | Penoza: The Final Chapter      | Advogado de Carmen                       |                                                                                            |
| 2019    | Hemelrijken                    | Michel                                   |                                                                                            |
| 2019-21 | De TV Kantine                  | Vários personagens                       |                                                                                            |
| 2020    | Van der Valk                   | Gustav Schneider                         |                                                                                            |
| 2021    | De regels van Floor            |                                          | Episódio: "Wedden"                                                                         |